# Federico Domínguez
Federico Hernán Domínguez (Lanús, 13 de agosto de 1976) é um futebolista argentino que atua como lateral-esquerdo. Desde 2009 defende o Argentinos Juniors.

## Títulos
| Temporada     | Time             | Título                    |
| ------------- | ---------------- | ------------------------- |
| Apertura 1994 | Vélez Sársfield  | Campeonato Argentino      |
| 1994          | Vélez Sársfield  | Copa Libertadores         |
| 1995          | Argentina Sub-20 | Campeonato Mundial Sub-20 |
| Clausura 1996 | Vélez Sársfield  | Campeonato Argentino      |
| Apertura 2002 | Independiente    | Campeonato Argentino      |